# دير سوميلا
دير سوميلا (باليونانيّة: Μονή Παναγίας Σουμελά، بالجورجية: სუმელას მონასტერი؛ بالتركيّة: Sümela Manastırı) هو دير أرثوذكسي شرقي يقع في جبال البنطس شمال شرق تركيا على ساحل البحر الأسود. تأسس دير سوميلا، الذي يدعى أيضًا بدير مريم العذراء، على المنحدرات الحادة في ماتشكا، بالقرب من طرابزون في القرن الرابع، وتم تحسين الهيكل في القرن الثامن عشر والقرن التاسع عشر، وزين بصور عديدة من المشاهد التوراتية. ويتكون مجمع الدير من كنيسة الصخرة، مصليات وغرف الطلاب، وكذلك مكتبة والربيع المقدس ومطبخ وبيت الضيافة.

## تاريخ الدير

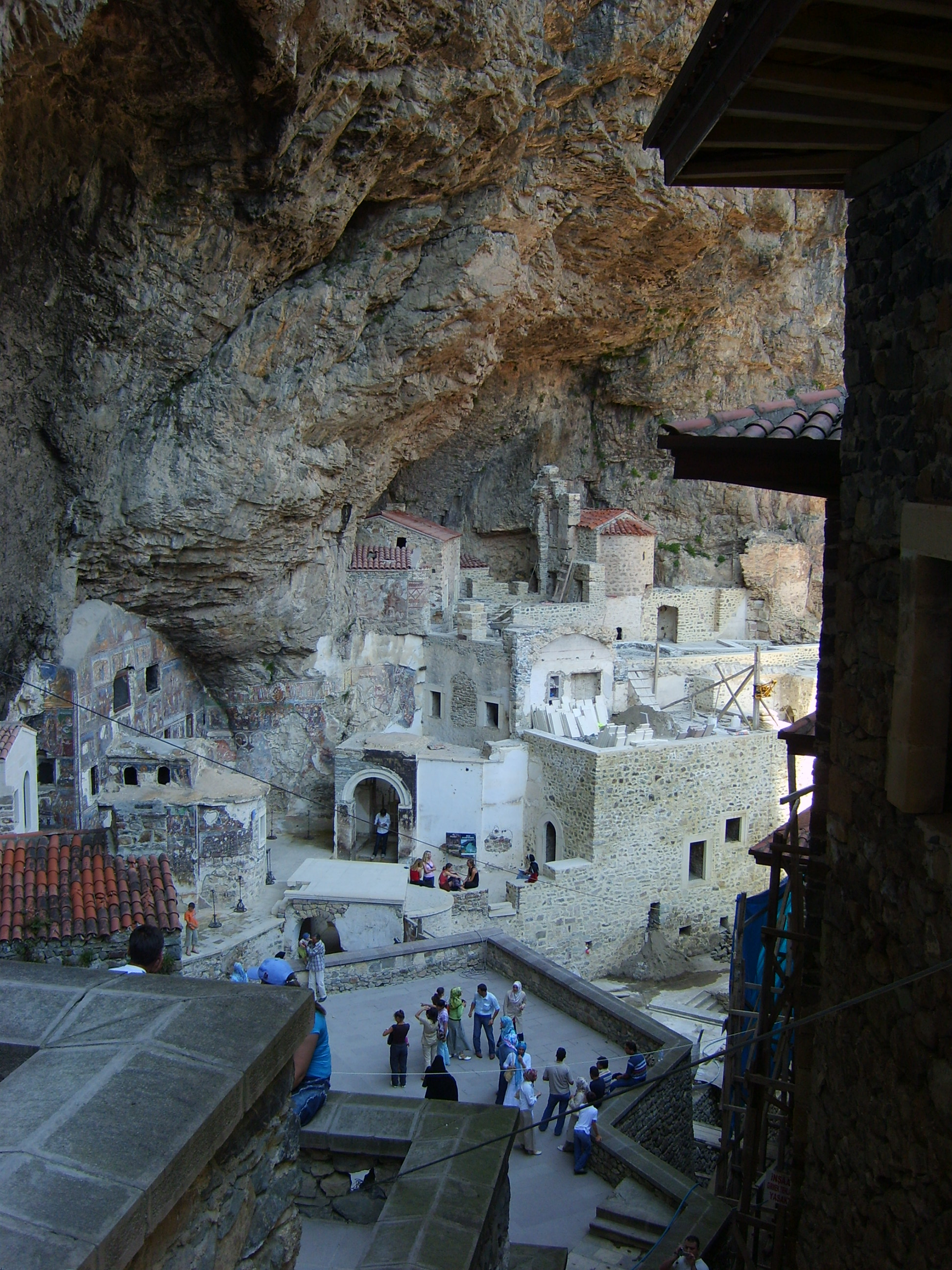
الساحة الخلفية لدير سوميلا.

تم تأسيس منطقة الدير في عهد الإمبراطور ثيؤدوسيوس الأول سنة 386 من طرف الراهبان اليونانيان برنابا وصفرنيوس المنحدران من منطقة كولشيد (جورجيا). حسب الأساطير التي تحكى بالمنطقة فان الراهبان قررا الاستقرار وبناء الدير بعدما  وجدا إيقونة لمريم العذراء في كهف بالجبل.
دير سوميلا أخدت شكلها الحالي منذ القرن الثالث عشر في فترة أوج تطورها خلال فترة حكم الإمبراطور الكسيوس الثالث لامبراطورية طرابزون التي تأسست سنة 1204. تعرضت الامبراطورية للغزو من قبل السلطان العثماني محمد الثاني سنة 1461 وأصبحت تابعة لوصاية السلطان وتعرضت في عهده لإعادة البناء والتجديد، السلطان حافظ على حقوق وامتيازات الرهبان المسافرين للمنطقة حيث كانت منطقة توقف شعبية حتى القرن التاسع عشر، حيث تمت توسعتها سنة 1860. 
دير سوميلا التاريخية كانت قبلة للحركات العسكرية لمختلف الأباطرة الذين تعاقبوا على حكم المنطقة حيث تعرضت للهجومات العسكرية في مختلف العصور، كما استفادت في نفس الوقت من عمليات التجديد والتوسعة في مختلف العصور والتي كان ابرزها عملية إعادة البناء خلال القرن السادس عشر من قبل الجنرال بيليساريوس في عهد الإمبراطور جستينيان.

## مبنى الدير
توجد العديد من المصليات والمطابخ وغرف للدراسة وكنيسة روك ومأوى للزوار ومكتبة وعين مقدسة من طرف الروم الأرثوذكس. توجد بالدير أيضًا قناة للمياه توفر المياه للري والتي تمتاز بأقواسها التي تمت تهيئتها من جديد. كما ان مدخل الدير توجد به العديد من أماكن الحراسة.
تم تحويل البناية الكبيرة بالدير والتي تمتاز بشفرتها إلى مأوى وملاذ للرهبان سنة 1860. المعمار التركي يؤثر بشكل كبير على البنايات الموجودة كال خزائن والمحاريب والمدفآت بالغرف والبنايات.

## وصلات خارجية
http://turkishtravelblog.com/sumela-monastery-trabzon/